# Аллен, Джозеф Персивал
Джозеф Персивал Аллен (англ. Josef Percival Allen IV; род. 27 июня 1937, Крофордсвилл, штат Индиана, США) — американский учёный и астронавт. Совершил два космических полёта общей продолжительностью 13 суток 2 часа 1 минута 23 секунды, дважды работал в открытом космосе, общая продолжительность 11 часов 44 минуты. Общий налёт на реактивных самолётах составляет около 3 000 часов. Полное имя по семейной традиции — Джозеф Персивал Аллен 4-й.

## Образование
- средняя школа «Крофордсвил Хай Скул» (англ. Crawfordsville High School) в городе Кроуфордсвилл.
- 1959 год — окончил Университет Де По (DePauw University) в Гринкасле, получил степень бакалавра искусств по физике и математике.
- 1961 год — окончил Йельский Университет, получил степень мастера наук.

## Профессиональная деятельность
- с 1962 года работал приглашённым исследователем в Национальной лаборатории Брукхэйвена (англ. Brookhaven National Laboratory.
- с 1965 года — физик Лаборатории строения ядра (англ. Nuclear Structure Laboratory) Йельского университета, с защитой диссертации (доктор философии (PhD) в области физики).
- с 1966 года до зачисления в отряд астронавтов в 1967 году — научный сотрудник Лаборатории ядерной физики в Вашингтонском университете (Сиэтл).

## Космическая подготовка
- 4 августа 1967 года — зачислен учёным-астронавтом в отряд астронавтов НАСА в группе из 11 учёных и специалистов. После зачисления был направлен на лётную подготовку на базу ВВС Вэнс в Оклахоме.
- входил в резервный экипаж корабля «Аполлон-15» (в качестве командира экипажа), в дублирующий экипаж «Аполлон-18» (в том же качестве), а затем в основной экипаж нереализованного полёта «Аполлон-20» (в том же качестве), принимал участие в работе группы подготовки научных задач полёта. Работал оператором связи с экипажем в центре управления во время полёта кораблей «Аполлон-15» и «Аполлон-17».
- работал в группе перспективного планирования НАСА и был консультантом по науке и технологии в Президентском совете международной экономической политики (англ. President's Council on International Economic Policy).
- в 1975—1978 годах работал помощником главного администратора НАСА по законодательным вопросам.
- с 1978 года — работа по программе Спейс Шаттл, прошёл подготовку в качестве специалиста полёта.
- Входил в экипаж поддержки во время первого полёта шаттла Колумбия в апреле 1981 года и работал оператором связи с экипажем во время посадки шаттла.
- работал в группе по совершенствованию управления полётами.
- в 1980—1981 годах — технический помощник руководителя полётов.

## Первый полет
- 11 ноября 1982 года — стартовал в космос в качестве специалиста полёта в составе экипажа миссии Колумбия STS-5.
- 16 ноября 1982 года — возвращение на Землю.
- стал 113-м человеком в космосе и 50-м из США.
- продолжительность полёта составила 5 суток 2 часа 15 минут 29 секунд.

## Второй полет
- 8 ноября 1984 года — стартовал в космос в качестве специалиста полета в составе экипажа миссии Дискавери STS-51A.
- во время полёта выполнил два выхода в открытый космос:
  - 12 ноября продолжительностью 6 часов 2 минуты;
  - 14 ноября продолжительностью 5 часов 42 минуты.
- 16 ноября 1984 года — возвращение на Землю.
- продолжительность полёта составила 7 суток 23 часа 44 минуты 54 секунды.

## Дальнейшая профессиональная деятельность
- июль 1985 года — уход из НАСА и из отряда астронавтов.
- с июля 1985 года — главный исполнительный директор компании «Space Industries International, Inc.» в Вашингтоне. Затем работал президентом корпорации «Calspan SRL Corp. Inc» также в Вашингтоне.
- 1990 год — включён вице-президентом США Дэном Куэйлом в консультативный комитет по разработке новой космической программы США.
- работал председателем совета директоров компании «Veridian Corporation».
- 2003 год — вышел в отставку.

## Публикации
- 1985 — «Выход в космос: одиссея астронавта» (англ. Entering space: an astronaut's odyssey), в соавторстве. ISBN 0-941434-74-5.

## Научные степени и звания
- 1965 — Доктор философии (PhD) в области физики, Йельский Университет.

## Награды и почётные звания
- медаль НАСА «За исключительные заслуги»
- медаль НАСА «За исключительные научные достижения»
- две медали НАСА «За космический полет»